# Charis Charissowitsch Junitschew
Charis Charissowitsch Junitschew (russisch Харис Харисович Юничев; * 7. August 1931 in Sotschi; † 12. Februar 2006) war ein russischer Schwimmer.

## Leben
Junitschew war Mitglied des Schwimmvereins Burevestnik Sotschi. 1956 gehörte er dem Aufgebot der Sowjetunion für die Olympischen Sommerspiele in Melbourne an. Im Wettbewerb über 200 Meter Brust gewann er hinter den beiden Japanern Furukawa und Yoshimura die Bronzemedaille. Im Finale lieferte er sich mit Yoshimura ein enges Rennen um den zweiten Platz, das er am Ende mit einer Zehntelsekunde Rückstand verlor.